# Vela nos Jogos Olímpicos de Verão de 2016 - 49erFX
As provas da classe 49erFX da vela nos Jogos Olímpicos de Verão de 2016 realizou-se entre 12 e 18 de agosto na Marina da Glória, Rio de Janeiro. Disputaram-se 13 regatas (a última de disputa das medalhas) para mulheres.

## Formato da competição
A prova consistiu em 12 regatas preliminares e uma de discussão das medalhas (Medal Race). A posição em cada regata traduziu-se em pontos (as primeiras classificadas somavam um ponto na classificação, enquanto as 13ª, por exemplo, somavam com 13 pontos), que foram acumulados de regata a regata para obter a classificação. Só as 10 pontuações mais baixas ao fim das 12 primeiras regatas avançaram para a discussão das medalhas, onde os pontos obtidos juntam-se aos já acumulados.
As regatas desenrolaram-se num percurso marcado com boias (puderam haver até seis desenhados em simultâneo), que tinha que ser percorrido por uma, duas ou três voltas, consoante estabelecido pelo Comité das Regatas.

## Calendário
| Data   | Sexta 12 ago  | Sábado 13 ago | Domingo 14 ago | Segunda 15 ago | Terça 16 ago    | Quarta 17 ago | Quinta 18 ago |
| ------ | ------------- | ------------- | -------------- | -------------- | --------------- | ------------- | ------------- |
| Evento | Regatas 1 a 3 | Regatas 4 a 6 | Descanso       | Regatas 7 a 9  | Regatas 10 a 12 | Descanso      | Medal Race    |

## Medalhistas
O título olímpico foi conquistado pelas velejadoras da casa, representando o Brasil. A prata foi ganha pela embarcação neozelandesa, enquanto a dupla dinamarquesa ganhou o bronze.
|  | BRA Brasil                 |  | NZL Nova Zelândia        |  | DEN Dinamarca                         |
|  | Martine Grael Kahena Kunze |  | Alex Maloney Molly Meech |  | Jena Mai Hansen Katja Salskov-Iversen |

## Resultados
Estes foram os resultados da competição:
| Pos.              | País               | Timoneiro(a)       | Tripulante(s)         | Regata 1 | Regata 1 | Regata 2 | Regata 2 | Regata 3 | Regata 3 | Regata 4 | Regata 4 | Regata 5 | Regata 5 | Regata 6 | Regata 6 | Regata 7 | Regata 7 | Regata 8 | Regata 8 | Regata 9 | Regata 9 | Regata 10 | Regata 10 | Regata 11 | Regata 11 | Regata 12 | Regata 12 | MR   | MR   | Total | Pts   |
| Pos.              | País               | Timoneiro(a)       | Tripulante(s)         | Pos.     | Pts.     | Pos.     | Pts.     | Pos.     | Pts.     | Pos.     | Pts.     | Pos.     | Pts.     | Pos.     | Pts.     | Pos.     | Pts.     | Pos.     | Pts.     | Pos.     | Pts.     | Pos.      | Pts.      | Pos.      | Pts.      | Pos.      | Pts.      | Pos. | Pts. | Total | Pts   |
| Medalha de ouro   | BRA Brasil         | Martine Grael      | Kahena Kunze          | 9        | 9.0      | 1        | 1.0      | 1        | 1.0      | 10       | 10.0     | 2        | 2.0      | 6        | 6.0      | 3        | 3.0      | 3        | 3.0      | 11       | 11.0     | 2         | 2.0       | 7         | 7.0       | 2         | 2.0       | 1    | 2.0  | 59.0  | 48.0  |
| Medalha de prata  | NZL Nova Zelândia  | Alex Maloney       | Molly Meech           | 6        | 6.0      | 5        | 5.0      | 4        | 4.0      | 4        | 4.0      | 5        | 5.0      | 1        | 1.0      | 6        | 6.0      | 12       | 12.0     | 3        | 3.0      | 3         | 3.0       | 5         | 5.0       | 5         | 5.0       | 2    | 4.0  | 63.0  | 51.0  |
| Medalha de bronze | DEN Dinamarca      | Jena Mai Hansen    | Katja Salskov-Iversen | UFD      | 21.0     | 2        | 2.0      | 2        | 2.0      | 2        | 2.0      | 4        | 4.0      | 2        | 2.0      | 9        | 9.0      | 16       | 16.0     | 2        | 2.0      | 1         | 1.0       | 2         | 2.0       | 4         | 4.0       | 4    | 8.0  | 75.0  | 54.0  |
| 4                 | ESP Espanha        | Támara Echegoyen   | Berta Betanzos        | 4        | 4.0      | 13       | 13.0     | 3        | 3.0      | 1        | 1.0      | 11       | 11.0     | 5        | 5.0      | 4        | 4.0      | 1        | 1.0      | 1        | 1.0      | 5         | 5.0       | 10        | 10.0      | 1         | 1.0       | 7    | 14.0 | 73.0  | 60.0  |
| 5                 | ITA Itália         | Giulia Conti       | Francesca Clapcich    | 3        | 3.0      | 7        | 7.0      | 7        | 7.0      | 6        | 6.0      | 10       | 10.0     | 8        | 8.0      | 15       | 15.0     | 13       | 13.0     | 5        | 5.0      | 6         | 6.0       | 4         | 4.0       | 7         | 7.0       | 3    | 6.0  | 97.0  | 82.0  |
| 6                 | FRA França         | Sarah Steyaert     | Aude Compan           | 1        | 1.0      | 9        | 9.0      | 10       | 10.0     | 12       | 12.0     | 12       | 12.0     | 13       | 13.0     | 1        | 1.0      | 9        | 9.0      | 4        | 4.0      | 16        | 16.0      | 1         | 1.0       | 2         | 3.0       | 5    | 10.0 | 101.0 | 85.0  |
| 7                 | NED Países Baixos  | Annemiek Bekkering | Annette Duetz         | UFD      | 21.0     | 10       | 10.0     | 12       | 12.0     | 3        | 3.0      | 8        | 8.0      | 3        | 3.0      | 5        | 5.0      | 7        | 7.0      | 13       | 13.0     | 11        | 11.0      | 3         | 3.0       | 10        | 10.0      | 6    | 12.0 | 118.0 | 97.0  |
| 8                 | GBR Grã-Bretanha   | Charlotte Dobson   | Sophie Ainsworth      | 2        | 2.0      | 11       | 11.0     | 5        | 5.0      | 8        | 8.0      | 7        | 7.0      | 10       | 10.0     | 2        | 2.0      | 5        | 5.0      | 9        | 9.0      | 15        | 15.0      | 14        | 14.0      | 8         | 8.0       | 10   | 20.0 | 116.0 | 101.0 |
| 9                 | GER Alemanha       | Victoria Jurczok   | Anika Lorenz          | UFD      | 21.0     | 8        | 8.0      | 8        | 8.0      | 7        | 7.0      | 6        | 6.0      | 7        | 7.0      | 17       | 17.0     | 10       | 10.0     | 7        | 7.0      | 9         | 9.0       | 6         | 6.0       | 9         | 9.0       | 8    | 16.0 | 131.0 | 110.0 |
| 10                | USA Estados Unidos | Paris Henken       | Helena Scutt          | 13       | 13.0     | 16       | 16.0     | 14       | 14.0     | 5        | 5.0      | 1        | 1.0      | 4        | 4.0      | 11       | 11.0     | 8        | 8.0      | 8        | 8.0      | 12        | 12.0      | 13        | 13.0      | 6         | 6.0       | 9    | 18.0 | 128.0 | 112.0 |
| 11                | SWE Suécia         | Lisa Ericson       | Hanna Klinga          | 11       | 11.0     | 6        | 6.0      | 9        | 9.0      | 15       | 15.0     | 3        | 3.0      | 9        | 9.0      | 10       | 10.0     | 2        | 2.0      | 16       | 16.0     | 14        | 14.0      | 9         | 9.0       | 15        | 15.0      |      | .0   | 119.0 | 103.0 |
| 12                | IRL Irlanda        | Andrea Brewster    | Saskia Tidey          | 8        | 8.0      | 3        | 3.0      | 6        | 6.0      | 18       | 18.0     | 13       | 13.0     | 14       | 14.0     | 19       | 19.0     | 6        | 6.0      | 18       | 18.0     | 8         | 8.0       | 13        | 13.0      | 12        | 12.0      |      | .0   | 138.0 | 119.0 |
| 13                | ARG Argentina      | Victoria Travascio | María Sol Branz       | 14       | 14.0     | 20       | 20.0     | 13       | 13.0     | 9        | 9.0      | 19       | 19.0     | 13       | 13.0     | 7        | 7.0      | 11       | 11.0     | 10       | 10.0     | 4         | 4.0       | 11        | 11.0      | 19        | 19.0      |      | .0   | 149.0 | 129.0 |
| 14                | NOR Noruega        | Ragna Agerup       | Maia Agerup           | 10       | 10.0     | 18       | 18.0     | 15       | 15.0     | 17       | 17.0     | 9        | 9.0      | 17       | 17.0     | 13       | 13.0     | 4        | 4.0      | 6        | 6.0      | 13        | 13.0      | 17        | 17.0      | 11        | 11.0      |      | .0   | 150.0 | 132.0 |
| 15                | SIN Singapura      | Griselda Khng      | Sara Tan              | 12       | 12.0     | 19       | 19.0     | 17       | 17.0     | 11       | 11.0     | 14       | 14.0     | 11       | 11.0     | 8        | 8.0      | 20       | 20.0     | 15       | 15.0     | 7         | 7.0       | 8         | 8.0       | 13        | 13.0      |      | .0   | 155.0 | 135.0 |
| 16                | CAN Canadá         | Erin Rafuse        | Danielle Boyd         | 5        | 5.0      | 4        | 4.0      | 11       | 11.0     | 16       | 16.0     | 16       | 16.0     | 16       | 16.0     | 18       | 18.0     | 17       | 17.0     | 12       | 12.0     | 18        | 18.0      | 16        | 16.0      | 14        | 14.0      |      | .0   | 163.0 | 145.0 |
| 17                | FIN Finlândia      | Noora Ruskola      | Camilla Cedercreutz   | 7        | 7.0      | 12       | 12.0     | 16       | 16.0     | 13       | 13.0     | DSQ      | 21.0     | 15       | 15.0     | 14       | 14.0     | 15       | 15.0     | 14       | 14.0     | 10        | 10.0      | 20        | 20.0      | 18        | 18.0      |      | .0   | 175.0 | 154.0 |
| 18                | CHI Chile          | Arantza Gumucio    | Begoña Gumucio        | 16       | 16.0     | 14       | 14.0     | 18       | 18.0     | 14       | 14.0     | 15       | 15.0     | 19       | 19.0     | 12       | 12.0     | 14       | 14.0     | 17       | 17.0     | 17        | 17.0      | 15        | 15.0      | 16        | 16.0      |      | .0   | 187.0 | 168.0 |
| 19                | EST Estônia        | Kätlin Tammiste    | Anna Maria Sepp       | 15       | 15.0     | 17       | 17.0     | 19       | 19.0     | 20       | 20.0     | 17       | 17.0     | 18       | 18.0     | 16       | 16.0     | 18       | 18.0     | 19       | 19.0     | 20        | 20.0      | 18        | 18.0      | 17        | 17.0      |      | .0   | 214.0 | 194.0 |
| 20                | JPN Japão          | Keiko Miyagawa     | Sena Takano           | UFD      | 21.0     | 15       | 15.0     | 20       | 20.0     | 19       | 19.0     | 18       | 18.0     | 20       | 20.0     | 20       | 20.0     | 19       | 19.0     | UFD      | 21.0     | 19        | 19.0      | 19        | 19.0      | 20        | 20.0      |      | .0   | 231.0 | 210.0 |

Legenda
| Recorde mundial      | Recorde mundial (World record)               |                       | Recorde africano                      | Recorde africano (African) |                                           | Q | Classificado por posição (Qualified) |
| Recorde olímpico     | Recorde olímpico (Olympic record)            | Recorde da América    | Recorde da América (Americas)         | q                          | Classificado por melhor tempo (Qualified) |   |                                      |
| Melhor marca do ano  | Melhor marca do ano (World leading)          | Recorde asiático      | Recorde asiático (Asian)              | DNS                        | Não largou (Did not start)                |   |                                      |
| Recorde nacional     | Recorde nacional (National record)           | Recorde europeu       | Recorde europeu (European)            | DNF                        | Não terminou (Did not finish)             |   |                                      |
| Recorde pessoal      | Recorde pessoal do atleta (Personal best)    | Recorde da Oceania    | Recorde da Oceania (Oceania)          | DSQ / DQ                   | Desclassificado (Disqualified)            |   |                                      |
| Recorde da temporada | Recorde da temporada do atleta (Season best) | Recorde sul-americano | Recorde sul-americano (South America) | NM                         | Sem marca (No mark)                       |   |                                      |

### Vela
| M   | Regata da Medalha da qual só participam os dez primeiros colocados das regatas anteriores  |  |  | CAN | Regata cancelada |
| BFD | Desclassificado por bandeira preta (Black Flag Disqualified)                               |  |  |     |                  |
| UFD | Desclassificado por bandeira "U" (U Flag Disqualified)                                     |  |  |     |                  |
| OCS | Largada queimada (On the Course Side of the starting line)                                 |  |  |     |                  |
| DNE | Desclassificação sem eliminação (infração a um item do regulamento da prova – Did Not End) |  |  |     |                  |